# Боби-Весь
Боби-Весь (пол. Boby-Wieś) — село в Польщі, у гміні Ужендув Красницького повіту Люблінського воєводства.
Населення — 186 осіб (2011).

## Демографія
Демографічна структура станом на 31 березня 2011 року:
|          | Загалом | Допрацездатний вік | Працездатний вік | Постпрацездатний вік |
| -------- | ------- | ------------------ | ---------------- | -------------------- |
| Чоловіки | 97      | 26                 | 60               | 11                   |
| Жінки    | 89      | 21                 | 51               | 17                   |
| Разом    | 186     | 47                 | 111              | 28                   |